# Нидерланды на летних Олимпийских играх 1972
Нидерланды принимали участие в Летних Олимпийских играх 1972 года в Мюнхене (ФРГ) в пятнадцатый раз за свою историю, и завоевали три золотые, одну серебряную и одну бронзовую медали. 

## Медалисты
| Нидерланды на олимпиаде 1972 года в Мюнхене | Нидерланды на олимпиаде 1972 года в Мюнхене | Нидерланды на олимпиаде 1972 года в Мюнхене | Нидерланды на олимпиаде 1972 года в Мюнхене | Нидерланды на олимпиаде 1972 года в Мюнхене |
| Медали                                      | Спортсмены                                  | Вид спорта                                  | Дисциплина                                  |                                             |
| ------------------------------------------- | ------------------------------------------- | ------------------------------------------- | ------------------------------------------- | ------------------------------------------- |
| Золото                                      | Хендрикус Кёйпер                            | Велоспорт                                   | Групповая гонка                             |                                             |
| Золото                                      | Виллем Рюска                                | Дзюдо                                       | мужчины, свыше 93 кг                        |                                             |
| Золото                                      | Виллем Рюска                                | Дзюдо                                       | мужчины, открытая категория                 |                                             |
| Серебро                                     | Мике Япис                                   | Гребля на байдарках и каноэ                 | Байдарка-одиночка — 500 м, женщины          |                                             |
| Бронза                                      | Рул Рёйненбюрг и Рюд Стоквис                | Академическая гребля                        | мужчины, двойки распашные без рулевого      |                                             |

## Результаты соревнований

### Академическая гребля
В следующий раунд из каждого заезда проходили несколько лучших экипажей (в зависимости от дисциплины). В финал A выходили 6 сильнейших экипажей, ещё 6 экипажей, выбывших в полуфинале, распределяли места в малом финале B.
Мужчины
| Соревнование | Спортсмены                 | Предварительный заезд | Предварительный заезд | Предварительный заезд | Отборочный заезд | Отборочный заезд | Отборочный заезд | Полуфинал | Полуфинал | Полуфинал | Финал   | Финал   | Итоговое место |
| Соревнование | Спортсмены                 | Заезд                 | Время                 | Место                 | Заезд            | Время            | Место            | Заезд     | Время     | Место     | Время   | Место   | Итоговое место |
| ------------ | -------------------------- | --------------------- | --------------------- | --------------------- | ---------------- | ---------------- | ---------------- | --------- | --------- | --------- | ------- | ------- | -------------- |
| двойки       | Рул Рёйненбюрг Рюд Стоквис | 2                     | 7:26,80               | 3                     | 2                | 7:38,51          | 1 Q              | 2         | 7:41,86   | 2 QA      | Финал A | Финал A | 3              |
| двойки       | Рул Рёйненбюрг Рюд Стоквис | 2                     | 7:26,80               | 3                     | 2                | 7:38,51          | 1 Q              | 2         | 7:41,86   | 2 QA      | 6:58,70 | 3       | 3              |

### Лёгкая атлетика
Женщины
| Дисциплина      | Спортсмен   | Предварительный раунд | Предварительный раунд | Четвертьфиналы | Четвертьфиналы | Полуфиналы | Полуфиналы | Финал     | Финал |
| Дисциплина      | Спортсмен   | Результат             | Место                 | Результат      | Место          | Результат  | Место      | Результат | Место |
| --------------- | ----------- | --------------------- | --------------------- | -------------- | -------------- | ---------- | ---------- | --------- | ----- |
| прыжки в высоту | Мария Алерс | 1,76                  | 6 (Q)                 |                |                |            |            | 1,79      | 16    |